# Hubert Beuve-Méry
Hubert Beuve-Méry, né le 5 janvier 1902 à Paris dans le 5e arrondissement et mort le 6 août 1989 à Fontainebleau, est un professeur et journaliste français, fondateur du quotidien Le Monde et du mensuel Le Monde diplomatique.

## Biographie

### Famille, études
Hubert Beuve-Méry voit le jour en 1902 à Paris. Il est le fils d’Hubert Beuve-Méry (1870-1908), un modeste horloger-bijoutier originaire du Morbihan, en Bretagne, et de Joséphine Tanguy (1876-1944), couturière, également d’origine bretonne, native des Côtes-du-Nord. Peu après sa naissance, ses parents se séparent. Le jeune Hubert ne rencontrera son père qu’une seule fois, à l’âge de six ans, lorsqu’il le voit sur une dalle de l’amphithéâtre de l’hôpital Lariboisière.
Hubert Beuve-Méry est élevé par sa mère et sa grand-mère maternelle, Olive Tanguy (1841-1911), qui avait été cuisinière intendante de l’archiprêtre de Notre-Dame. La famille vit dans une grande pauvreté, résidant rue Chanoinesse à Paris. Le décès de sa grand-mère en 1911 aggrave encore leur situation financière. Malgré ces difficultés, la famille bénéficie du soutien des gens d'église et notamment de la prieure des Augustines de l’hôpital de Bon Secours, qui leur permet d’obtenir un logement dans l'une des premières maisons ouvrières du treizième arrondissement de Paris.
En raison de sa santé fragile, Hubert Beuve-Méry est envoyé en Auvergne par le frère Firmin. Il y réussit brillamment au certificat d'agriculture et à la première partie du baccalauréat. De retour à Paris, il travaille d'abord comme livreur pour aider financièrement sa mère. En 1920, il devient employé aux écritures pour la compagnie des chemins de fer PLM à la gare de Lyon, puis employé d’assurance en 1921. En 1922, il obtient la seconde partie de son baccalauréat et commence des études de lettres et de droit, dont il devient licencié en 1925.
Hubert Beuve-Méry entame sa carrière de journaliste pour financer ses études en écrivant pour Les Nouvelles Religieuses, un journal catholique conservateur fondé en 1912 par le père Marie-Albert Janvier. En 1926, il intègre l’École d’officier de réserve à Saint-Cyr et effectue son service militaire en Allemagne. À son retour à Paris, il retrouve sa place au journal et soutient en 1928 une thèse de doctorat en droit intitulée La théorie des pouvoirs publics d'après Francisco de Vitoria et ses rapports avec le droit contemporain,. La même année, il épouse Geneviève Deloye (1903-1997), camarade de doctorat, dont il admire la discrétion et le dévouement. Le couple aura cinq enfants : une fille, Anne-Marie, et quatre garçons, Jean-Jacques, Paul, André et Pierre-Henry.

### Un professeur journaliste à Prague
En 1928, il est nommé professeur de droit international et directeur de la section juridique et économique à l'Institut français de Prague. Il devient également conseiller technique au ministère des Affaires étrangères de la première République tchécoslovaque. Il y étudie la montée des périls militaristes en Europe et devient également le correspondant de plusieurs quotidiens parisiens, dont Le Temps, qui est le journal officieux du Quai d'Orsay.
En 1938, pour protester contre l'abandon de la Tchécoslovaquie, il démissionne de son poste.

### Seconde Guerre mondiale
Après la défaite de 1940, Hubert Beuve-Méry choisit de rester en France. Ce choix initial lui sera plus tard reproché par Charles de Gaulle, parti pour Londres organiser la Résistance, qui lui lance : « Vous n'êtes pas des miens ».
En 1941-1942, Hubert Beuve-Méry participe, comme directeur des études, aux activités de l'École des cadres d'Uriage (au château d'Uriage), une école de cadres créée par le capitaine de cavalerie Pierre Dunoyer de Segonzac, sous le régime de Vichy, pour fournir des cadres aux chantiers de jeunesse. Dans un article intitulé « Révolutions nationales, révolution humaine », publié dans Esprit en 1941, Beuve-Méry déclare : « Il faut à la révolution un chef, des cadres, des troupes, une foi, ou un mythe. La Révolution nationale a son chef et, grâce à lui, les grandes lignes de sa doctrine. Mais elle cherche ses cadres ». Cependant, instruit du régime nazi par ses années passées comme correspondant de quotidiens à Prague, il s'oppose clairement à l'Allemagne hitlérienne et se détache du régime de Vichy lorsque celui-ci devient collaborationniste et antisémite, et développe à l'école un esprit d'analyse critique qu'il considère comme une forme de résistance.
Lorsque l'École des cadres d'Uriage est fermée par Pierre Laval fin décembre 1942, une partie de ses animateurs, dont Beuve-Méry, s'engagent dans la Résistance. Le bureau d'étude continue et diffuse des notes aux « Uriagistes » sûrs. Hubert Beuve-Méry participe aux « équipes volantes », notamment dans les maquis du Vercors, des Gliéres et de Manigod.
Il participe aux combats de la Libération avec le maquis du Tarn. En 1943-1944, il est lieutenant dans les Forces françaises de l'intérieur (FFI).

### Directeur duMonde
En octobre 1944, Hubert Beuve-Méry est rédacteur en chef de l'hebdomadaire Temps présent quand il est appelé par le général de Gaulle à créer, avec l'aide du gouvernement français, un quotidien de référence pour remplacer le quotidien Le Temps qui, victime de l'ordonnance du 30 septembre 1944 sur les titres ayant paru sous l'occupation de la France par l'Allemagne, a vu ses locaux situés 5, rue des Italiens réquisitionnés et son matériel saisi. C'est ainsi que naît Le Monde, bénéficiaire de cette confiscation, dont le premier numéro sort le 18 décembre 1944 (daté du 19), dont il est le directeur. Il a également fondé Le Monde diplomatique en 1954.

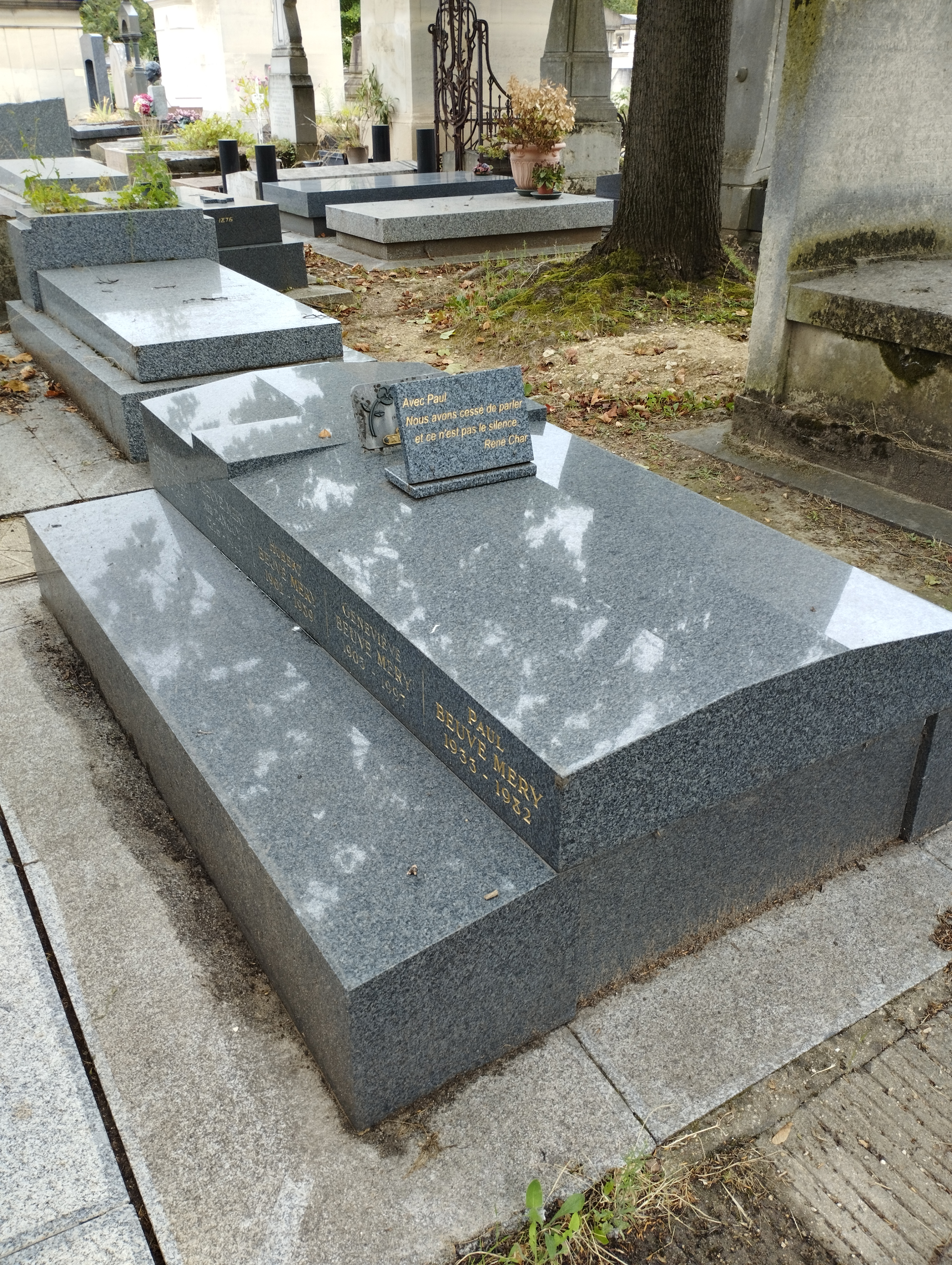
Tombe de Hubert Beuve-Méry au cimetière du Montparnasse (division 11).

Il apporte son soutien à la Constitution de la IVe République, en 1946 puis au retour du général de Gaulle au pouvoir, en 1958, se déclarant notamment favorable à la Constitution de la Ve République. Il s'oppose néanmoins fermement à l'adoption du projet d'élire le président au suffrage universel direct, en 1962, et appelle, lors de l'élection présidentielle de 1965, à voter contre le président sortant. Il devient un pourfendeur systématique de Charles de Gaulle, publiant des éditoriaux sous le pseudonyme de Sirius (l'étoile la plus brillante dans le ciel, allusion aussi au « point de vue de Sirius » du porte-parole de Voltaire dans son conte Micromégas), nom sous lequel « il exerce une critique permanente de la politique gaullienne » mais poussant le journal à une politique de qualité qui oblige à vérifier et recouper les informations, en assurant la protection des sources d'information des journalistes. Il appelle à voter non au référendum de 1969, qui précipite la démission du président. Hubert Beuve-Méry prend sa retraite six mois après.
Il meurt le 6 août 1989 à Fontainebleau (Seine-et-Marne). Son épouse décède le 4 juin 1997, à 93 ans. Il repose au cimetière du Montparnasse (11e division).

## Publications
- Vers la plus grande Allemagne, Paris, Hartmann, 1939
- Réflexions politiques 1932-1952, Le Seuil, 1951
- Le Suicide de la IVe République, Éditions du Cerf, 1958
- Onze Ans de règne (1958-1969), Flammarion, 1974

## Décoration
Hubert Beuve-Méry est lauréat de la plume d'or de la liberté en 1972.
Il est aussi :
- Officier de l'ordre du Lion blanc (Tchéquie)[15]

## Hommage
Depuis avril 2025, l'esplanade devant le siège du Monde porte son nom.

### Documentaire
- Documentaire de Joseph Beauregard et Laurent Greilsamer, « Beuve-Méry / De Gaulle », série Duel, diffusé sur France 5 le 24 avril 2014.